# WASP-121b
WASP-121b är en exoplanet som är belägen 850 ljusår från jorden, i stjärnbilden Akterskeppet. WASP-121b är klassificerad som en het Jupiter, med en temperatur på 2 500°C, vilket är varmt nog för att smälta järn. Vatten har upptäckts i stratosfären av planeten, vilket gör WASP-121b den första exoplaneten upptäckt som har vatten i sin stratosfär. Dessutom har oxider av titan och vanadin, samt vätesulfidföreningen sulfanyl, upptäckts i atmosfären.
Planeten som även fick namnet Tylos ligger 40 gånger närmare sin sol än avståndet mellan jorden och solen. Atmosfären består av tre skikt. Enligt undersökningar med Very Large Telescope förekommer vindhastigheter upp till 72 000 km/h. Omloppstiden kring planetens sol och rotationstiden för ett varv är ungefär 30 timmar. På den sida som visar mot Tylos sol är temperaturen maximal 2300 °C. I skiktet som finns närmast planetens centrum finns järnatomer. Det andra skiktet där den största vindhastigheten registrerade har många natriumatomer. Sedan följder det yttersta skiktet som domineras av väte.